# Cyclisme aux Jeux panaméricains de 1971
Navigation
Jeux panaméricains de 1967 Jeux panaméricains de 1975
Les compétitions de cyclisme des Jeux panaméricains de 1971 se sont déroulées du 30 juillet au 13 août à Cali, Colombie.

## Podiums

### Courses sur route
| Compétitions                 | Or                                                                          | Argent                                                                           | Bronze                                                                                  |
| ---------------------------- | --------------------------------------------------------------------------- | -------------------------------------------------------------------------------- | --------------------------------------------------------------------------------------- |
| Course en ligne individuelle | John Howard (USA)                                                           | Luis Carlos Flores (BRA)                                                         | Jaime Galeano (es) (COL)                                                                |
| Contre-la-montre par équipes | Cuba Galio Albelo Aldo Arencibia Roberto Menéndez (en) Pedro Rodríguez (en) | Colombie Álvaro Pachón Rafael Antonio Niño Miguel Samacá Martín Emilio Rodríguez | Argentine Roberto Broppe Carlos Álvarez Seidanes (ca) Miguel Dalleves Raúl Labbate (en) |

### Courses sur piste
| Compétitions           | Or                                                                                       | Argent                                                                                           | Bronze                                                                            |
| ---------------------- | ---------------------------------------------------------------------------------------- | ------------------------------------------------------------------------------------------------ | --------------------------------------------------------------------------------- |
| Kilomètre              | Jocelyn Lovell (CAN)                                                                     | Leslie King (TRI)                                                                                | Harold Halsey (USA)                                                               |
| Vitesse                | Leslie King (TRI)                                                                        | Daniel Larreal (VEN)                                                                             | Víctor Limba (ARG)                                                                |
| Poursuite individuelle | Martín Emilio Rodríguez (COL)                                                            | Juan Alberto Merlos (en) (ARG)                                                                   | Francisco Huerta (MEX)                                                            |
| Poursuite par équipes  | Colombie Martín Emilio Rodríguez José Ramón Garcés Jorge Hernández (en) Luis Hernán Díaz | Argentine Carlos Álvarez Seidanes (ca) Raúl Halket (en) Juan Carlos Haedo (en) José Pittaro (en) | États-Unis John Van de Velde David Channer David Mulica (en) Michael Hiltner (en) |

## Sources
- (en) Sports123